# Polana luteonota
Polana luteonota är en insektsart som beskrevs av Delong 1979. Polana luteonota ingår i släktet Polana och familjen dvärgstritar. Inga underarter finns listade i Catalogue of Life.